# Vinter-PL 2014
De paralympiske vinterlege 2014, officielt set kendt som de XI Paralympiske Vinterlege, blev afholdt fra den 7. til den 16. marts 2014 i Sotji i Rusland.
Den 4. juli 2007, besluttede Den olympiske komite på et top-møde i Guatamala City at den russiske by Sotji skulle være værtsby for de olympiske og paralympiske vinterlege 2014. Sotji blev valgt som værtsby frem for sydkoreanske Pyeongchang og østrigske Salzburg.
Denne begivenhed var den første gang at Rusland har afholdt værtskabet for de paralympiske lege, og legene bliver debut for sporten para-snowboarding i paralympisk sammenhæng.

## Sportsgrene
Alpint skiløb foregik på skisportsstedet Roza Khutor ved vintersportsbyen Krasnaja Poljana. Disciplinerne var styrtløb, Super-G, Super kombineret, slalom, storslalom, og for første gang Para Snowboard Cross. Klasserne var siddende, stående og for synshæmmede, bortset fra snowboarding, der var stående. 32 discipliner.
 Langrend foregik på Skiskydnings- og Skiløbscentret Laura. Disciplinerne var siddende, stående og for synshæmmede. 20 discipliner.
 Skiskydning foregik ligeledes på Skiskydnings- og Skiløbscentret Laura. Disciplinerne var siddende, stående og for synshæmmede. 18 discipliner.
I Sotjiforstaden Adler afholdtes de indendørs sportsgrene, samt åbnings- og afslutningsceremonierne på Fisjt olympiske stadion.
 Kørestolscurling foregik i Ice Cube-curlingcenteret. Ti lande stillede op med mænd og kvinder på samme hold. En disciplin.
 Kælkhockey foregik i Sjajba-arenaen. Otte lande stillede op med mænd og kvinder på samme hold. En disciplin.

## Medaljer
Værtsland (Rusland)
| Placering | Land           | Guld | Sølv | Bronze | Total |
| --------- | -------------- | ---- | ---- | ------ | ----- |
| 1         | Rusland        | 30   | 28   | 22     | 80    |
| 2         | Tyskland       | 9    | 5    | 1      | 15    |
| 3         | Canada         | 7    | 2    | 7      | 16    |
| 4         | Ukraine        | 5    | 9    | 11     | 25    |
| 5         | Frankrig       | 5    | 3    | 4      | 12    |
| 6         | Slovakiet      | 3    | 2    | 2      | 7     |
| 7         | Japan          | 3    | 1    | 2      | 6     |
| 8         | USA            | 2    | 7    | 9      | 18    |
| 9         | Østrig         | 2    | 5    | 4      | 11    |
| 10        | Storbritannien | 1    | 3    | 2      | 6     |
| 11        | Norge          | 1    | 2    | 1      | 4     |
| 11        | Sverige        | 1    | 2    | 1      | 4     |
| 13        | Spanien        | 1    | 1    | 1      | 3     |
| 14        | Holland        | 1    |      |        | 1     |
| 14        | Schweiz        | 1    |      |        | 1     |
| 16        | Finland        |      | 1    |        | 1     |
| 16        | New Zealand    |      | 1    |        | 1     |
| 18        | Hviderusland   |      |      | 3      | 3     |
| 19        | Australien     |      |      | 2      | 2     |
| Total     | Total          | 72   | 72   | 72     | 216   |